# N.Flying
Gli N.Flying (in coreano: 엔플라잉?; in giapponese  (エヌフライング?); abbreviazione di New Flying) sono una band sud-coreana rap rock, formata dalla FNC Entertainment nel 2013. Il gruppo pubblica il suo primo singolo indie intitolato Basket in Giappone il 1º ottobre 2013, mentre ha debuttato ufficialmente nel mercato coreano il 20 maggio 2015 con il primo mini album Awesome (기가 막혀). Inizialmente la line-up consisteva in quattro membri: Kwon Kwangjin, Lee Seunghyub, Cha Hun e Kim Jaehyun. Nel 2017 è stato aggiunto anche Yoo Hweseung. Kwangjin lascia la band il 26 dicembre 2018, e a partire dal 1º gennaio 2020 viene sostituito ufficialmente da Seo Dongsung.

## Storia

### Predebutto
Nel 2009 Kwon Kwangjin debutta come bassista della band CNBLUE, ma per motivi personali lascia la band nel settembre dello stesso anno.
Nel 2011 Kwangjin torna ad essere un trainee per la FNC Entertainment insieme a Lee Seunghyub, Kim Jaehyun e Cha Hun.
Nel 2013 Lee Seunghyub appare nel video musicale di Juniel per la canzone Pretty Boy.

### 2013-2014: Debutto indie
La prima performance ufficiale per gli N.Flying è quella al Shibuya Cyclone il 28 settembre 2013.
Il 1º ottobre 2013 la band pubblica il suo primo singolo indie Basket e si esibisce come apertura per lo Zepp Tour della band FT Island.
Il singolo Basket si posiziona bene in varie classifiche giapponesi tra cui:
- #2 nella Tower Records Weekly Singles Chart
- #2 nella Oricon Indies Weekly Singles Chart
- #4 nella Oricon Daily Singles Chart

Per il resto dell'anno la band continua ad esibirsi insieme ad altri artisti in vari club giapponesi e apre anche il ‘One More Time’ Arena Tour dei CNBLUE.
Il 14 novembre hanno il loro primo one-man live al Live Space Halot.
Il 1º gennaio 2014 gli N.Flying pubblicano il loro secondo singolo indie intitolato One and Only. Il singolo viene accolto positivamente e raggiunge la posizione #1 della Tower Records Chart a soli due giorni dalla pubblicazione ufficiale.
La prima apparizione televisiva avviene nel settimo episodio del reality show della FNC Entertainment per tvN, intitolato Cheongdamdong 111. La seconda stagione dello show vede come protagonisti proprio gli N.Flying, che rivelano i loro piani per il debutto coreano nello stesso anno.
Il 29 gennaio viene annunciato che gli N.Flying sono stati scelti come volto per la campagna pubblicitaria di Buckaroo Jeans. Poco dopo, durante l'episodio finale di CDD111, Seunghyub viene scelto come leader ufficiale della band.
A marzo gli N.Flying accompagnano gli FT Island a Singapore per aprire un loro concerto.
Nonostante i piani per un imminente debutto coreano, questo viene posticipato dopo che Seunghyub si ferisce al ginocchio.

### 2015–2016: Debutto coreano e giapponese
L'11 maggio 2015 la FNC Entertainment lancia un teaser nella homepage degli N.Flying per l'imminente debutto. Viene anche rivelato che il primo EP degli N.Flying, Awesome, verrà pubblicato il 20 maggio insieme al video musicale della canzone principale. Il 12 maggio la FNC Entertainment annuncia che gli N.Flying produrranno una versione cinese di Awesome simultaneamente a quella coreana, mentre una versione giapponese è in programma per agosto.
Il 12 ottobre viene annunciato un misterioso teaser per il 22 dello stesso mese. Il giorno dopo la FNC conferma che gli N.Flying pubblicherà il loro primo singolo, Lonely, proprio quel giorno. Dal 15 al 20 ottobre la band pubblica teaser individuali, tracklist e highlight medley. Il singolo viene ufficialmente pubblicato il 22 ottobre e la band si esibisce in uno showcase per la stampa.
Durante tutto il 2016 la band sospende tutte le attività in Corea per dedicarsi al debutto ufficiale in Giappone, che avviene a febbraio con il singolo Knock Knock. 
Ad aprile dello stesso anno gli N.Flying si esibiscono al KCON Japan con le canzoni Awesome e Knock Knock.
Il 1º agosto esce un nuovo singolo giapponese intitolato Endless Summer.